# WW Vulpeculae
WW Vulpeculae (WW Vul / HD 344361 / Hen 3-1750) es una estrella variable en la constelación de Vulpecula de magnitud aparente +10,51. La distancia a la que se encuentra no se conoce con exactitud, estimándose entre 1800 y 2200 años luz.
WW Vulpeculae es una estrella Herbig Ae de tipo espectral A3e.
Estas estrellas aún no ha entrado en la secuencia principal y están en fase de crecimiento, incorporando material del exterior.
Son estrellas muy jóvenes; WW Vulpeculae tiene una edad aproximada de 3,7 millones de años.
Con una temperatura de 8970 K, posee una masa 2,5 veces mayor que la del Sol y es 50 veces más luminosa que éste.
Gira sobre sí misma rápidamente con una velocidad de rotación de al menos 220 km/s.
Su metalicidad —abundancia relativa de elementos más pesados que el helio— es notablemente superior a la solar, aproximadamente unas tres veces mayor.
Al igual que otras estrellas similares, WW Vulpeculae está rodeada por un disco circunestelar, cuya masa se estima en 0,0362 masas solares.
WW Vulpeculae es una estrella variable de variaciones rápidas.
Las variaciones en su espectro son producidas fundamentalmente por viento estelar anisotrópico, cuya alta velocidad se genera en la región interior del disco de acrecimiento.